# Peter Dahlqvist
Peter Dahlqvist (Borås (Zweden), 12 januari 1956), is een voormalig Zweeds voetballer.
Op 17 oktober 1971 debuteerde Dahlqvist in de hoogste divisie in Zweden. Met zijn 15 jaar en 278 dagen is hij daarmee lange tijd de jongste speler aller tijden die debuteerde op het hoogste niveau. Op 2 september 2007 verbeterde Nicklas Bärkroth het record van Dahlqvist als hij met 15 jaar en 226 dagen debuteert.  
Dahlqvist speelde voor Örgryte IS als hij in 1974 naar PSV verhuist, Dahlqvist is dan nog steeds een tiener. Dahlqvist speelt in de drie jaar bij PSV 58 wedstrijden waarin hij 12 keer scoorde. In 1977 gaat hij terug naar Zweden, naar Örgryte IS.